# Felsmutung
Unter dem Begriff Felsmutung werden geophysikalische Methoden zusammengefasst, die zur Ortung und Tiefenfeststellung von gewachsenem Fels im Untergrund dienen. Der Terminus wird nicht mehr oft verwendet, weil die Methodik heute in umfassendere Verfahren integriert ist.
Die Mutung von Fels ist vor allem für die Geotechnik von Bedeutung – und umso verlässlicher, je mehr sich das gesuchte Material physikalisch von den darüber liegenden Sedimentschichten unterscheidet: zum Beispiel in seiner Dichte, seiner Elastizität (E-Modul), elektrisch oder magnetisch. Felsgestein in geringerer Tiefe ist im Allgemeinen leichter zu orten als tiefer befindliches; auch eine gegenüber dem Hangenden unterschiedliche Neigung erhöht die Güte der Interpretation.
Erster Zweck einer Felsmutung ist meist nur die Positionsfeststellung (mögliche Teufe) eines unterirdischen Festgesteins, im Gegensatz zum genauen Verlauf dieser Gesteinseinheit und ihrer Stratigraphie. Die Erkundungsmethodik gehört zur Angewandten Geophysik und wird oft bei Erstuntersuchungen eingesetzt, etwa für die Tiefe von Gletschern, für Geröllhalden oder die Bodenstabilität (Hangrutschungen) im Gebirge oder für die Fundierung von Bauwerken.
Das Wort leitet sich vom bergmännischen Begriff der Mutung ab, der bergbehördlichen Bewilligung zum Betrieb eines Bergwerks, bei dem Voraussetzung der Nachweis, dass das geplante Bergwerk fündig ist – also eine erfolgreiche Mutung über den Untergrund – Voraussetzung war. Heute steht für diesen Begriff Prospektion als qualitative Ortung.
Die wichtigsten geotechnischen Anwendungen der Felsmutung sind die Tiefenbestimmung oberflächennaher Sedimente und von Schutthalden usw.; erdwissenschaftlich kommt sie vor allem in der Glaziologie (Eisdickenmessung) und teilweise in der Hydrologie zum Einsatz. 
Angewandte Methoden sind:
1. die Seismik, bei geringen Tiefen insbesondere die Hammerschlagseismik;
2. die Gravimetrie und die bodennahe Gradiometrie;
3. das Bodenradar;
4. lokale Anwendungen der Geoelektrik.